# 뮌스터 대학교
뮌스터 대학교(Universität Münster)는 독일 노르트라인베스트팔렌주 뮌스터에 위치한 공립 대학교이다. 약 3만 6000명의 학생이 등록되어 있고 130여 가지의 전공과 15학부가 개설되어 있어 독일에서 큰 규모의 대학교 가운데 하나이다. 대학교의 이름은 독일제국의 마지막 황제였던 빌헬름 2세의 이름을 따서 지어졌으며 예전 뮌스터 선제후 궁전을 대학본부로 사용하고 있다. 한국동문으로는 허혁, 시인 허수경, 김성봉 박사, 조병수 박사, 김성욱 교수, 김종인 그리고 EBS 사장 김명중(논 외 김민주)이 있다.

## 같이 보기
- 독일의 교육